# Detroit Pistons
Detroit Pistons je basketbalový tým hrající severoamerickou ligu National Basketball Association. Patří do Centrální divize Východní konference NBA. Byl založen roku 1941, od roku 1948 hraje v NBA pod původním názvem Fort Wayne Pistons, od roku 1957 pod svým dnešním názvem.
Za svou historii dokázali Pistons celkem pětkrát vyhrát playoff své konference, z toho třikrát následně i finále celé NBA:
- Vítězství v NBA: 1989, 1990, 2004
- Ostatní vítězství v konferenci: 1988, 2005

## Statistika týmu v NBA
| Sezóna             | Výhry | Prohry | %    | Účast v play-off                                                | Výsledky v play-off                                                                 |
| ------------------ | ----- | ------ | ---- | --------------------------------------------------------------- | ----------------------------------------------------------------------------------- |
| Fort Wayne Pistons |       |        |      |                                                                 |                                                                                     |
| 1948-49            | 22    | 38     | 36,7 |                                                                 |                                                                                     |
| 1949-50            | 40    | 28     | 58,8 | Předkolo Divizní semifinále Divizní finále                      | 1:0 Chicago Stags 2:0 Rochester Royals 0:2 Minneapolis                              |
| 1950-51            | 32    | 36     | 47,1 | Divizní semifinále                                              | 1:2 Rochester Royals                                                                |
| 1951-52            | 29    | 37     | 43,9 | Divizní semifinále                                              | 0:2 Rochester Royals                                                                |
| 1952-53            | 36    | 33     | 52,2 | Divizní semifinále Divizní finále                               | 2:1 Rochester Royals 0:2 Minneapolis Lakers                                         |
| 1953-54            | 40    | 32     | 55,6 | Nadstavba Nadstavba                                             | 0:2 Rochester Royals 0:2 Minneapolis Lakers                                         |
| 1954-55            | 43    | 29     | 59,7 | Divizní finále Finále NBA                                       | 3:2 Minneapolis Lakers 3:4 Syracuse Nationals                                       |
| 1955-56            | 37    | 35     | 51,4 | Divizní finále Finále NBA                                       | 3:2 St. Louis Hawks 1:4 Philadelphia Warriors                                       |
| 1956-57            | 34    | 38     | 47,2 | Předokolo Divizní semifinále                                    | 1:0 St. Louis Hawks 0:2 Minneapolis Lakers                                          |
| Detroit Pistons    |       |        |      |                                                                 |                                                                                     |
| 1957-58            | 33    | 39     | 45,8 | Divizní semifinále Divizní finále                               | 2:0 Cincinnati 1:4 St. Louis Hawks                                                  |
| 1958-59            | 28    | 44     | 38,9 | Divizní semifinále                                              | 1:2 Minneapolis Lakers                                                              |
| 1959-60            | 30    | 45     | 40,0 | Divizní semifinále                                              | 0:2 Minneapolis Lakers                                                              |
| 1960-61            | 34    | 45     | 43,0 | Divizní semifinále                                              | 2:3 Los Angeles Lakers                                                              |
| 1961-62            | 37    | 43     | 46,3 | Divizní semifinále Divizní finále                               | 3:1 Cincinnati Royals 2:4 Los Angeles Lakers                                        |
| 1962-63            | 34    | 46     | 42,5 | Divizní semifinále                                              | 1:3 St. Louis Hawks                                                                 |
| 1963-64            | 23    | 57     | 28,8 |                                                                 |                                                                                     |
| 1964-65            | 31    | 49     | 38,8 |                                                                 |                                                                                     |
| 1965-66            | 22    | 58     | 27,5 |                                                                 |                                                                                     |
| 1966-67            | 30    | 51     | 37,0 |                                                                 |                                                                                     |
| 1967-68            | 40    | 42     | 48,8 | Divizní semifinále                                              | 2:4 Boston Celtics                                                                  |
| 1968-69            | 32    | 50     | 39,0 |                                                                 |                                                                                     |
| 1969-70            | 31    | 51     | 37,8 |                                                                 |                                                                                     |
| 1970-71            | 45    | 37     | 54,9 |                                                                 |                                                                                     |
| 1971-72            | 26    | 56     | 31,7 |                                                                 |                                                                                     |
| 1972-73            | 40    | 42     | 48,8 |                                                                 |                                                                                     |
| 1973-74            | 52    | 30     | 63,4 | Konferenční semifinále                                          | 3:4 Chicago Bulls                                                                   |
| 1974-75            | 40    | 42     | 48,8 | První kolo                                                      | 1:2 Seattle SuperSonics                                                             |
| 1975-76            | 36    | 46     | 43,9 | První kolo Konferenční semifinále                               | 2:1 Milwaukee Bucks 2:4 Golden State Warriors                                       |
| 1976-77            | 44    | 38     | 53,7 | První kolo                                                      | 1:2 Golden State Warriors                                                           |
| 1977-78            | 38    | 44     | 46,3 |                                                                 |                                                                                     |
| 1978-79            | 30    | 52     | 36,6 |                                                                 |                                                                                     |
| 1979-80            | 16    | 66     | 19,5 |                                                                 |                                                                                     |
| 1980-81            | 21    | 61     | 25,6 |                                                                 |                                                                                     |
| 1981-82            | 39    | 43     | 47,6 |                                                                 |                                                                                     |
| 1982-83            | 37    | 45     | 45,1 |                                                                 |                                                                                     |
| 1983-84            | 49    | 33     | 59,8 | První kolo                                                      | 2:3 New York Knicks                                                                 |
| 1984-85            | 46    | 36     | 56,1 | První kolo Konferenční semifinále                               | 3:0 New Jersey Nets 2:4 Boston Celtics                                              |
| 1985-86            | 46    | 36     | 56,1 | První kolo                                                      | 1:3 Atlanta Hawks                                                                   |
| 1986-87            | 52    | 30     | 63,4 | První kolo Konferenční semifinále Konferenční finále            | 3:0 Washington Wizards 4:1 Atlanta Hawks 3:4 Boston Celtics                         |
| 1987-88            | 54    | 28     | 65,9 | První kolo Konferenční semifinále Konferenční finále Finále NBA | 3:2 Washington Wizards 4:1 Chicago Bulls 4:2 Boston Celtics 3:4 Los Angeles Lakers  |
| 1988-89            | 63    | 19     | 76,8 | První kolo Konferenční semifinále Konferenční finále Finále NBA | 3:0 Boston Celtics 4:0 Milwaukee Bucks 4:2 Chicago Bulls 4:0 Los Angeles Lakers     |
| 1989-90            | 59    | 23     | 72,0 | První kolo Konferenční semifinále Konferenční finále Finále NBA | 3:0 Indiana Pacers 4:1 New York Knicks 4:3 Chicago Bulls 4:1 Portland Trail Blazers |
| 1990-91            | 50    | 32     | 61,0 | První kolo Konferenční semifinále Konferenční finále            | 3:2 Atlanta Hawks 4:2 Boston Celtics 0:4 Chicago Bulls                              |
| 1991-92            | 48    | 34     | 58,5 | První kolo                                                      | 2:3 New York Knicks                                                                 |
| 1992-93            | 40    | 42     | 48,8 |                                                                 |                                                                                     |
| 1993-94            | 20    | 62     | 24,4 |                                                                 |                                                                                     |
| 1994-95            | 28    | 54     | 34 1 |                                                                 |                                                                                     |
| 1995-96            | 46    | 36     | 56,1 | První kolo                                                      | 0:3 Orlando Magic                                                                   |
| 1996-97            | 54    | 28     | 65,9 | První kolo                                                      | 2:3 Atlanta Hawks                                                                   |
| 1997-98            | 37    | 45     | 45,1 |                                                                 |                                                                                     |
| 1998-99            | 29    | 21     | 58,0 | První kolo                                                      | 2:3 Atlanta Hawks                                                                   |
| 1999-2000          | 42    | 40     | 51,2 | První kolo                                                      | 0:3 Miami Heat                                                                      |
| 2000-01            | 32    | 50     | 39,0 |                                                                 |                                                                                     |
| 2001-02            | 50    | 32     | 61,0 | První kolo Konferenční semifinále                               | 3:2 Toronto 1:4 Boston Celtics                                                      |
| 2002-03            | 50    | 32     | 61,0 | První kolo Konferenční semifinále Konferenční finále            | 4:3 Orlando Magic 4:2 Philadelphia 76ers 0:4 New Jersey Nets                        |
| 2003-04            | 54    | 28     | 65,9 | První kolo Konferenční semifinále Konferenční finále Finále NBA | 4:1 Milwaukee Bucks 4:3 New Jersey Nets 4:2 Indiana Pacers 4:1 Los Angeles Lakers   |
| 2004-05            | 54    | 28     | 65,9 | První kolo Konferenční semifinále Konferenční finále Finále NBA | 4:1 Philadelphia 76ers 4:2 Indiana Pacers 4:3 Miami Heat 3:4 San Antonio Spurs      |
| 2005-06            | 64    | 18     | 78,0 | První kolo Konferenční semifinále Konferenční finále            | 4:1 Milwaukee Bucks 4:3 Cleveland Cavaliers 2:4 Miami Heat                          |
| 2006-07            | 53    | 29     | 64,6 | První kolo Konferenční semifinále Konferenční finále            | 4:0 Orlando Magic 4:2 Chicago Bulls 2:4 Cleveland Cavaliers                         |
| 2007-08            | 59    | 23     | 72,0 | První kolo Konferenční semifinále Konferenční finále            | 4:2 Philadelphia 76ers 4:1 Orlando Magic 2:4 Boston Celtics                         |
| 2008-09            | 39    | 43     | 47,6 | První kolo                                                      | 0:4 Cleveland Cavaliers                                                             |
| 2009-10            | 27    | 55     | 32,9 |                                                                 |                                                                                     |
| 2010-11            | 30    | 52     | 36.6 |                                                                 |                                                                                     |
| 2011-12            | 25    | 41     | 37.9 |                                                                 |                                                                                     |
| 2012-13            | 29    | 53     | 35,4 |                                                                 |                                                                                     |
| 2013-14            | 29    | 53     | 35.4 |                                                                 |                                                                                     |
| 2014-15            | 32    | 50     | 39,0 |                                                                 |                                                                                     |
| 2015-16            | 44    | 38     | 53,7 | První kolo                                                      | 0:4 Cleveland Cavaliers                                                             |
| Celkem             | 2616  | 2752   | 48,7 |                                                                 |                                                                                     |
| Playoff            | 187   | 179    | 51,1 | 3 vítězství                                                     | 3 vítězství                                                                         |